# Согахата, Хитоси
Хитоси Согахата (яп. 曽ヶ端 準 Согахата Хитоси, 2 августа 1979 года, Касима, Ибараки) — японский футбольный вратарь.

## Карьера
На протяжении своей футбольной карьеры выступал за клуб «Касима Антлерс».

## Национальная сборная
С 2001 по 2003 год сыграл за национальную сборную Японии 4 матча.

## Статистика за сборную
| Сборная Японии | Сборная Японии | Сборная Японии |
| Год            | Матчи          | Голы           |
| -------------- | -------------- | -------------- |
| 2001           | 1              | 0              |
| 2002           | 1              | 0              |
| 2003           | 2              | 0              |
| Итого          | 4              | 0              |

## Достижения

### Командные
- Джей-лиги; 1998, 2000, 2001, 2007, 2008, 2009
- Кубок Императора; 2000, 2007, 2010
- Кубок Джей-лиги; 2000, 2002, 2011, 2012

### Индивидуальные
- Включён в сборную Джей-лиги; 2002